# State Property (colonna sonora)
State Property è un album pubblicato nel 2002 basato sul film State property - Sulle strade di Philadelphia; è il primo lavoro discografico del gruppo hip hop statunitense State Property.

## Descrizione
| Recensione | Giudizio |
| ---------- | -------- |
| AllMusic   | [ 1 ]    |
| RapReviews | [ 2 ]    |
| HipHopDX   | [ 3 ]    |

La nascita del gruppo fu anticipata da Jay-Z diversi mesi prima sulla traccia Takeover di The Blueprint, 2001. Jay-Z e Damon Dash produssero la colonna sonora che segue l'omonima pellicola del 2002: Entrambe «trattano la storia di una banda di malviventi di Filadelfia che cerca di svoltare nel mondo del rap e in quello della droga».
Definito anche come un seguito della serie Dynasty, l'intero progetto fu ispirato da Beanie Sigel, protagonista anche della pellicola, e da un altro rapper di Filadelfia, Freeway. La produzione di Just Blaze fu apprezzata dai critici. L'album finì al primo posto tra i dischi hip hop, ottenendo un buon successo commerciale.
Tagliante la critica di Steve Juon, autore di RapReviews, che stroncò album e interpreti: «se questi sono i rapper che Jay-Z ha scelto per prendere il potere all'interno dell'industria musicale, probabilmente deve rivedere i criteri per entrare in The Roc».

## Tracce
1. Roc the Mic (Beanie Sigel & Freeway) – 4:25 – Just Blaze
2. Sun Don't Shine (Young Chris, Oschino, Freeway & Neef Buck) – 4:12 – Ruggedness
3. It's Not Right (Freeway, Young Chris, Omillio Sparks & Beanie Sigel) – 4:13 – Just Blaze
4. Do You Want Me (Young Chris, Omillio Sparks & Oschino) – 4:10 – Rick Rock
5. Sing My Song (Omillio Sparks & Oschino) – 4:49 – Zukhan
6. No Glory (Beanie Sigel) – 4:54 – N.O. Joe
7. Bitch Niggas (Beanie Sigel & Omillio Sparks) – 5:29 – Just Blaze
8. Why Must I ? (Beanie Sigel & Omillio Sparks) – 4:08 – Qu'ran
9. International Hustler (Freeway) – 4:16 – D.R Period
10. Hood I Know (Beanie Sigel, Freeway, Young Chris, Omillio Sparks & Oschino) – 4:20 – Big Demi
11. Got Nowhere (Beanie Sigel & Freeway) – 4:00 – Kanye West
12. Trouble Man (Beanie Sigel, Omillio Sparks & Oschino) – 4:36 – T.T. & Mo Betta
13. Don't Realize (Beanie Sigel & Rell) – 4:16 – Just Blaze

## Classifiche
| Classifica (2002)         | Posizione massima |
| ------------------------- | ----------------- |
| Stati Uniti               | 14                |
| US Top R&B/Hip-Hop Albums | 1                 |